# Enrico Gentile
Enrico Gentile (Palermo, 20 gennaio 1921 – 2012) è stato un cantante italiano, attivo in Italia negli anni quaranta.

## Biografia
Nel 1941 fu uno dei fondatori del Quartetto Egie, assieme a Tata Giacobetti, Iacopo Jacomelli ed Enrico De Angelis. Debuttarono il 27 maggio 1940 al Teatro Valle di Roma eseguendo la canzone Bambina dall'abito blu. Alcuni mesi dopo, il gruppo cambiò nome in Quartetto Ritmo in seguito all'avvicendamento di un componente.
Nel 1942 Enrico Gentile lasciò il quartetto perché chiamato alle armi. Al suo posto subentrò Felice Chiusano, ed il gruppo prese il nome di Quartetto Cetra.
Finita la seconda guerra mondiale, si propose come cantante solista, incidendo per La voce del padrone.
Tra il 1946 e il 1950 dodici suoi brani entrarono nelle classifiche dei più venduti in Italia. Tra questi ricordiamo Eulalia Torricelli, Che musetto, I pompieri di Viggiù.